# Ізер
Ізе́р (фр. Isère) — департамент на південному сході Франції, один з департаментів регіону Овернь-Рона-Альпи. Порядковий номер 38.
Адміністративний центр — Гренобль.
Населення 1,094 млн чоловік (16-е місце серед департаментів, дані 1999 р.).

## Географія
Площа території 7431 км². Через департамент протікає річка Ізер.
Департамент включає 3 округи, 58 кантонів і 533 комун.

## Історія
Ізер — один з перших 83 департаментів, утворених під час Великої французької революції в березні 1790 р. Виник на території колишньої провінції Дофіне. Назва походить від річки Ізер. Виділена департаменту спочатку територія потім двічі урізувалася — в 1852 і 1967 р.